# 森みな
森 みな（もり みな、11月24日 - ）は、フリーアナウンサー、タレント。東京都出身。身長：161cm。

## 略歴
大学卒業後、自動車会社のイメージガールとして採用される。1998年、米国ニューヨークに短期留学。コミュニティカレッジにて英語、アメリカ文化を学ぶ。また同時期にラテンダンス・スタジオに通う。アナウンサー事務所との業務提携で、民放、地方局の情報番組などのアナウンサー、レポーターレギュラー出演。
2001年、米国ハワイ州ホノルルのラジオ放送局「K-JAPAN」にてアナウンサーの仕事を行う。2002年、ショッピングチャンネル「QVCジャパン」ナビゲーター（番組司会者）。出演番組内にて産休発表。2014年8月産休明け、QVCジャパン番組に復帰。
2002年-2010年頃まで、プライムタイムの番組に出演。2010年頃より2023年までは、モーニングタイムの番組に出演。2019年5月、冠番組「森みなの素敵にランクアップ」司会。2023年8月29日の生放送番組での発表をもって、「QVCジャパン」を退職。

## 人物
- QVCジャパン社当初より、「ラテンダンスを踊るナビゲーターです。」「世界中を一人旅した審美眼」「永遠の28歳」をキャッチフレーズにし、活動を行っていた。
- インポートブランドのファッション、髪型、メイクなどから、ナビゲーターのおしゃれ番長とも呼ばれていた。